# Willis (Texas)
Willis è un centro abitato degli Stati Uniti d'America situato nella contea di Montgomery dello Stato del Texas.
La popolazione era di 5.662 persone al censimento del 2010.

## Geografia fisica
Willis è situata a 30°25′22″N 95°28′44″W (30.422640, -95.478829).
Secondo lo United States Census Bureau, ha un'area totale di 3,3 miglia quadrate (8,5 km²).

## Società

### Evoluzione demografica
Secondo il censimento del 2000, c'erano 3.985 persone, 1.265 nuclei familiari e 972 famiglie residenti nella città. La densità di popolazione era di 1.210,9 persone per miglio quadrato (467,7/km²). C'erano 1.374 unità abitative a una densità media di 417,5 per miglio quadrato (161,2/km²). La composizione etnica della città era formata dal 61,28% di bianchi, il 21,15% di afroamericani, lo 0,68% di nativi americani, lo 0,48% di asiatici, il 14,40% di altre razze, e il 2,01% di due o più etnie. Ispanici o latinos di qualunque razza erano il 27,23% della popolazione.
C'erano 1.265 nuclei familiari di cui il 46,6% aveva figli di età inferiore ai 18 anni, il 48,5% aveva coppie sposate conviventi, il 22,7% aveva un capofamiglia femmina senza marito, e il 23,1% erano non-famiglie. Il 18,0% di tutti i nuclei familiari erano individuali e il 6,6% aveva componenti con un'età di 65 anni o più che vivevano da soli. Il numero di componenti medio di un nucleo familiare era di 3,11 e quello di una famiglia era di 3,51.
La popolazione era composta dal 33,6% di persone sotto i 18 anni, il 12,0% di persone dai 18 ai 24 anni, il 31,3% di persone dai 25 ai 44 anni, il 15,8% di persone dai 45 ai 64 anni, e il 7,2% di persone di 65 anni o più. L'età media era di 27 anni. Per ogni 100 femmine c'erano 102,1 maschi. Per ogni 100 femmine dai 18 anni in giù, c'erano 98,3 maschi.
Il reddito medio di un nucleo familiare era di 28.260 dollari e quello di una famiglia era di 30.985 dollari. I maschi avevano un reddito medio di 27.049 dollari contro i 20.954 dollari delle femmine. Il reddito pro capite era di 11.122 dollari. Circa il 17,8% delle famiglie e il 20,8% della popolazione erano sotto la soglia di povertà, incluso il 24,2% di persone sotto i 18 anni e il 9,5% di persone di 65 anni o più.

## Istruzione
Le scuole pubbliche di Willis sono gestite dal Willis Independent School District e dal Responsive Education Solutions.

## Galleria d'immagini

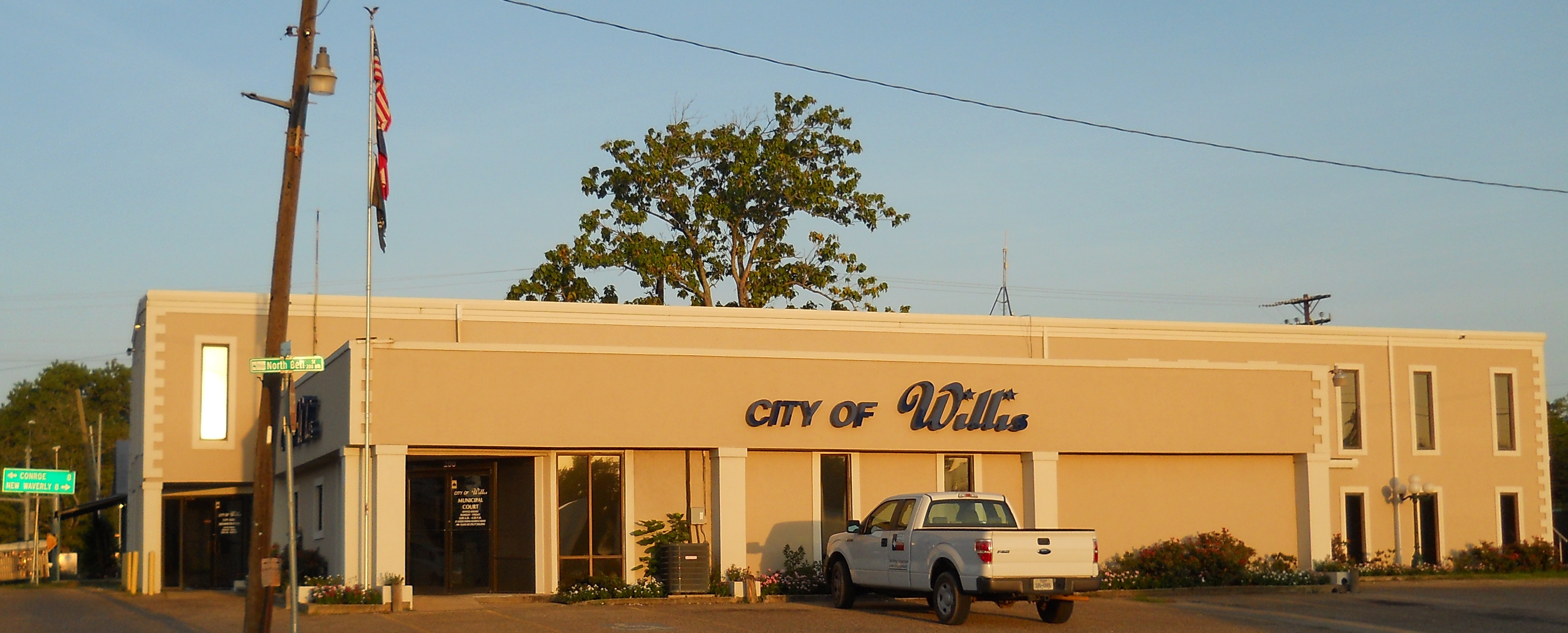
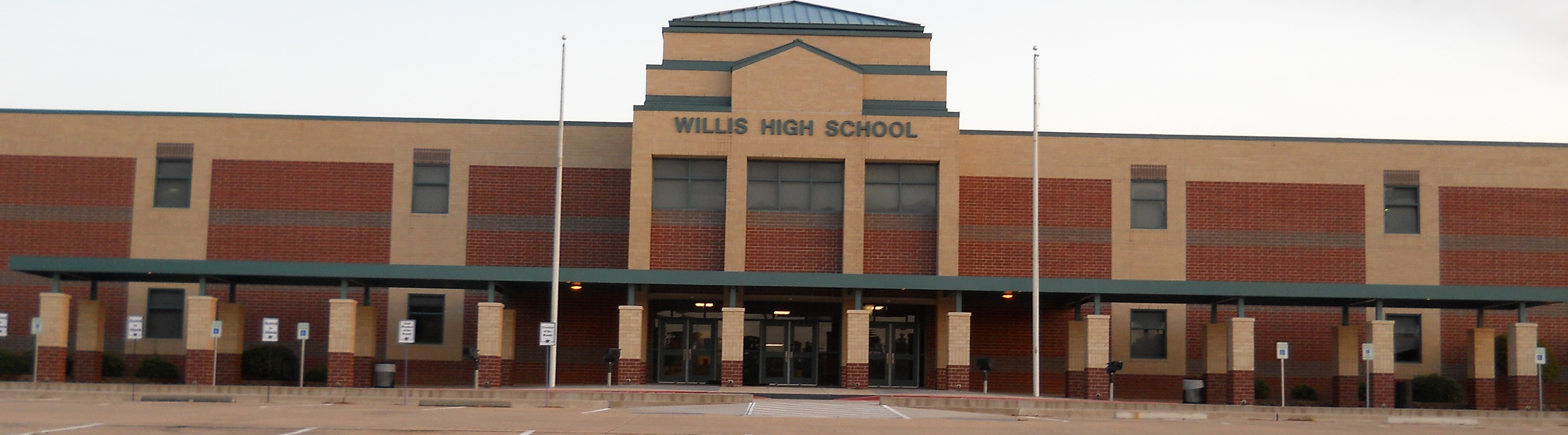
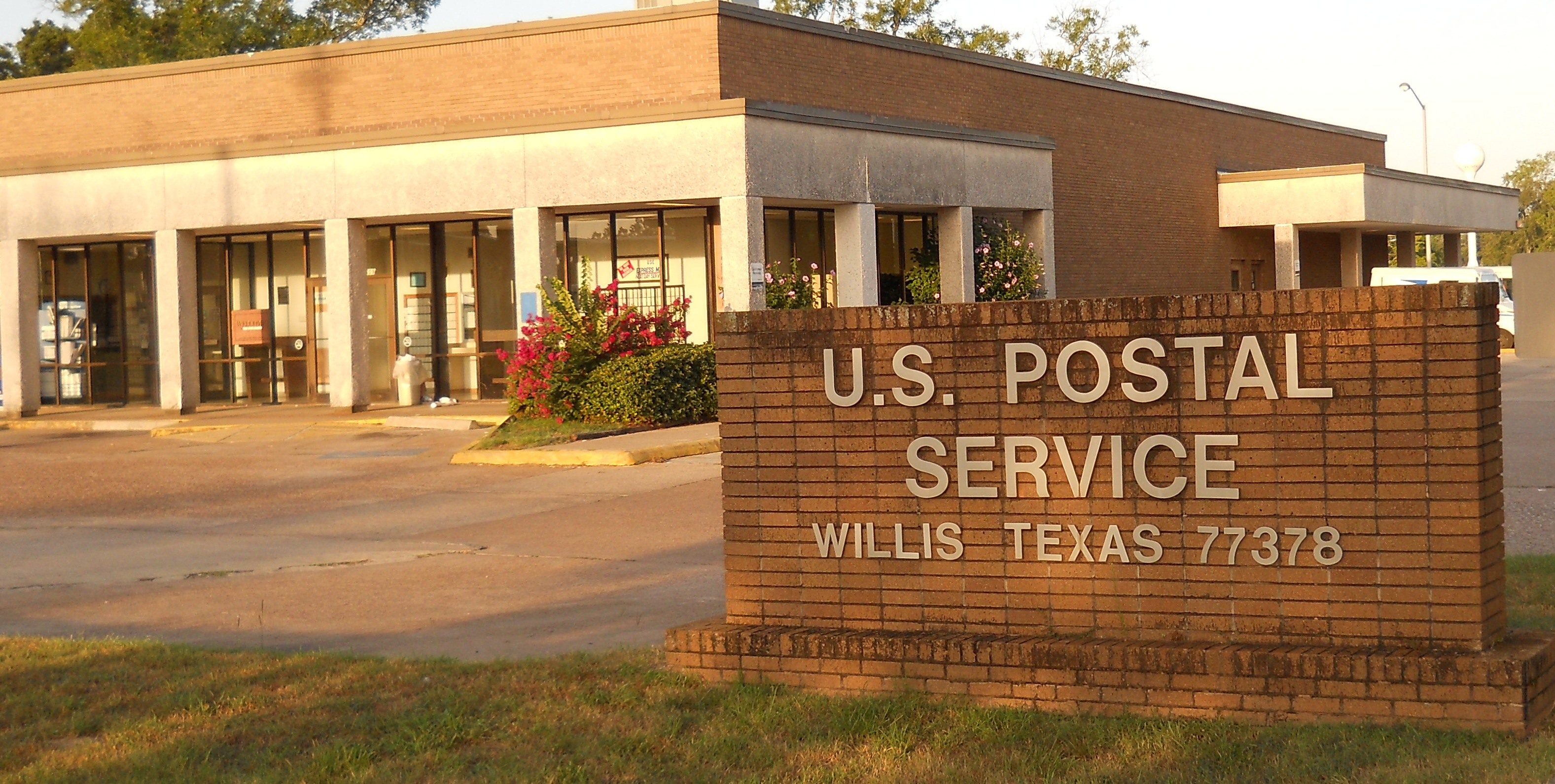
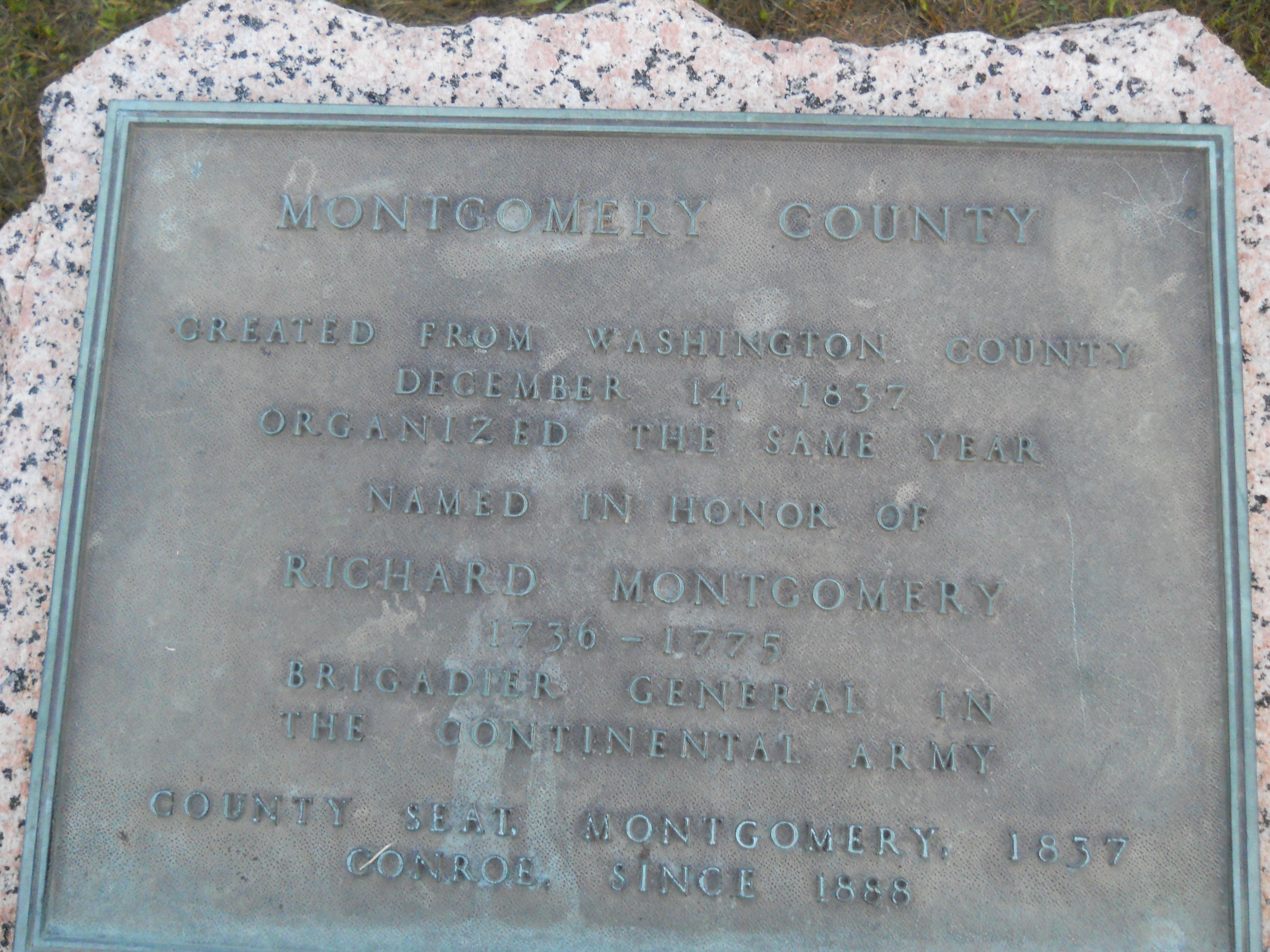
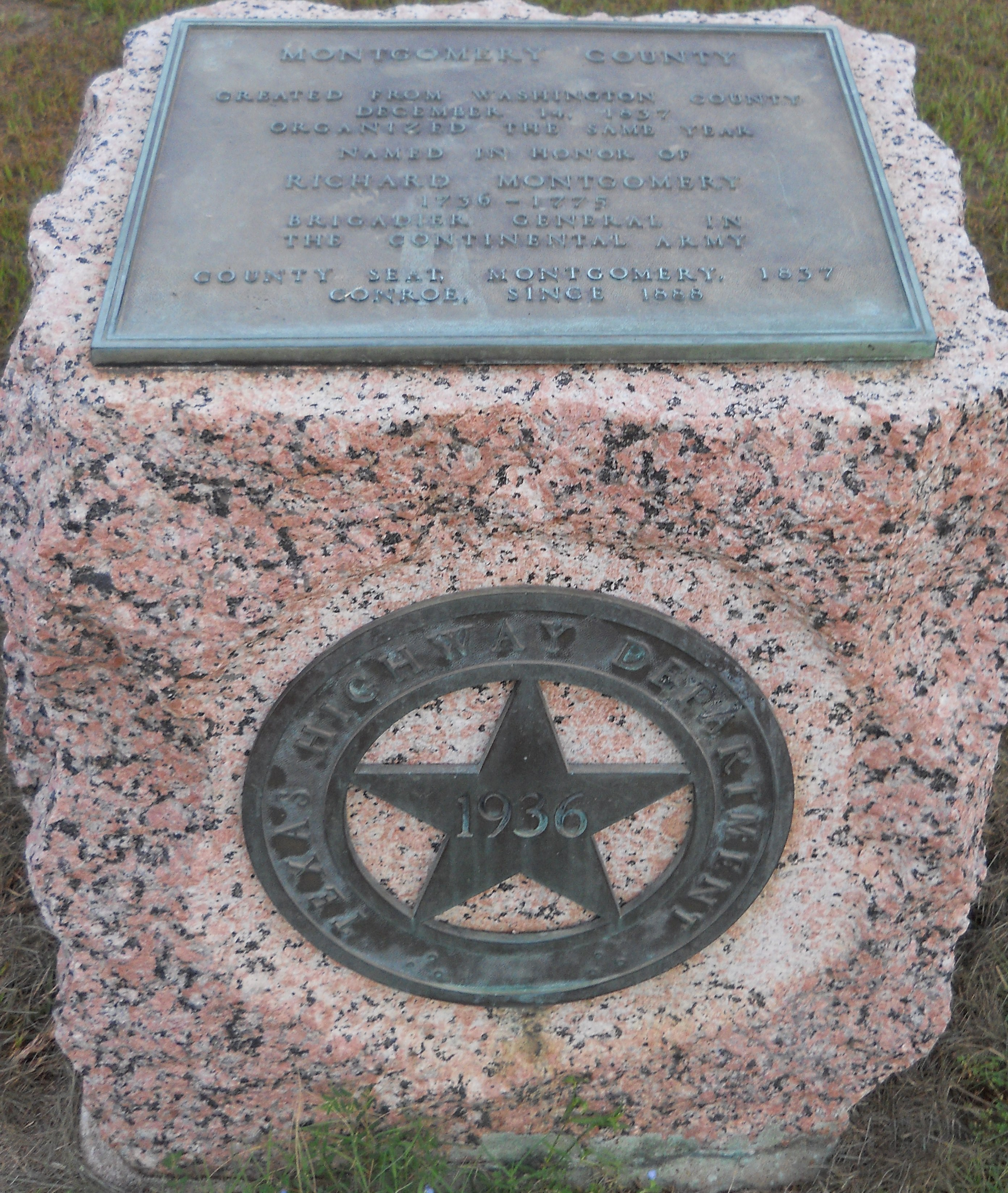
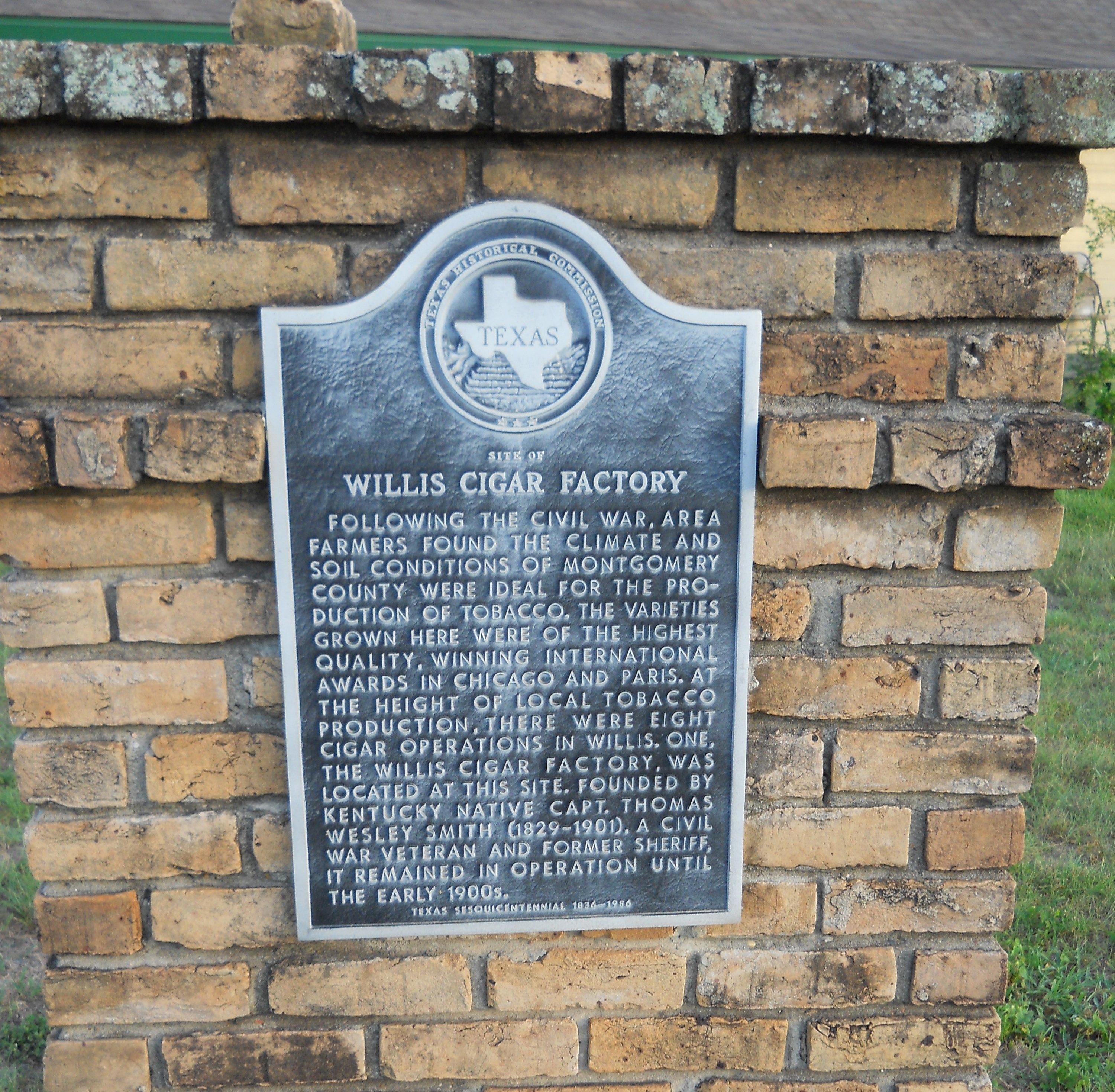
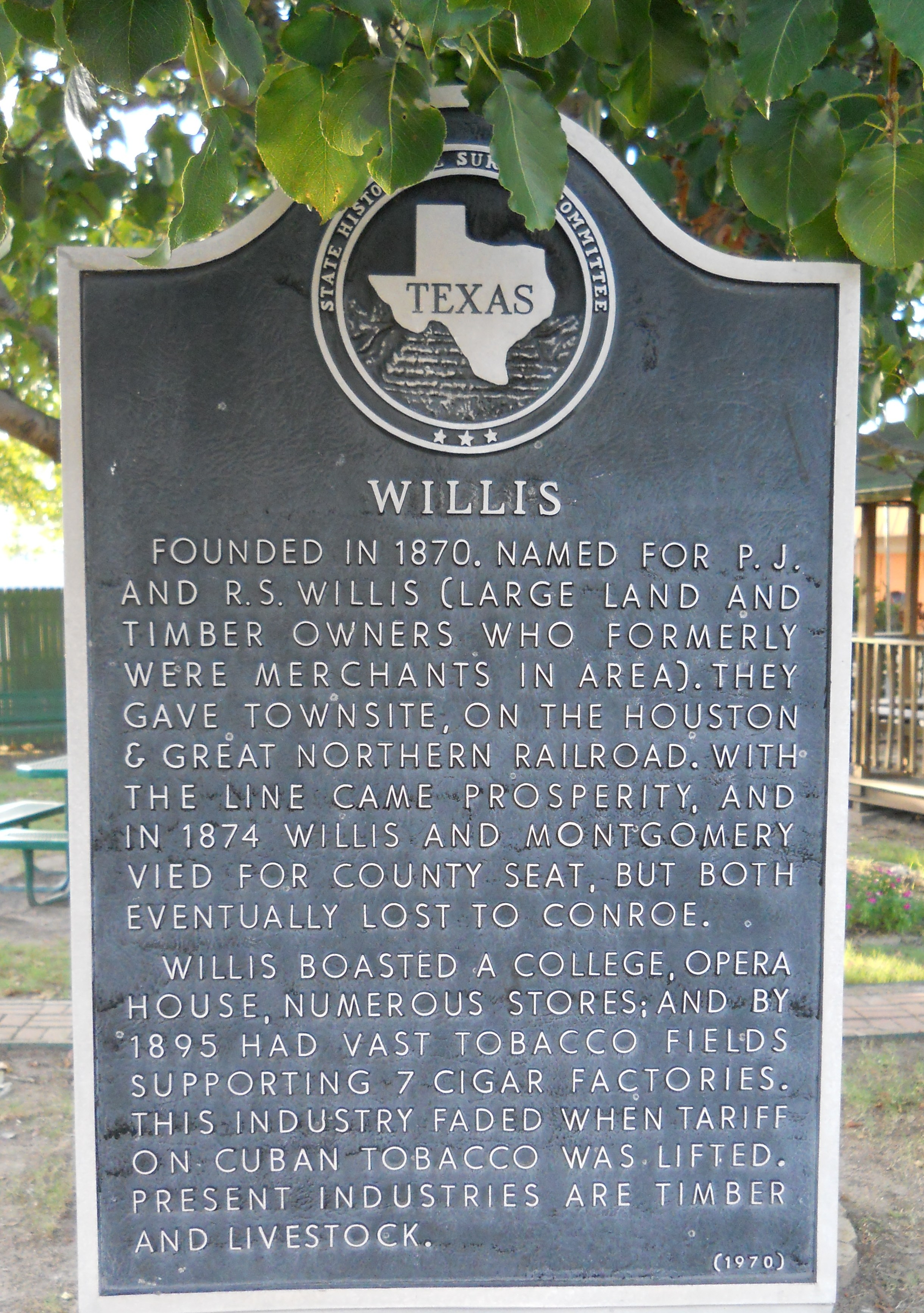